# Richard Courant
Richard Courant (ur. 8 stycznia 1888 w Lublińcu, zm. 27 stycznia 1972 w Nowym Jorku) − matematyk niemiecko-amerykański, pochodzący z rodziny żydowskiej. 

## Życiorys
Był najstarszym z dzieci Siegmunda i Marthy z d.Freund.
Courant jest autorem (wspólnie z Hilbertem) obszernego dzieła Methoden der mathematischen Physik (1924), zajmującego się między innymi równaniami różniczkowymi cząstkowymi i metodami elementów skończonych, nad którymi Courant później pracował samodzielnie i które stały się podstawą analizy numerycznej. 
Jego imieniem został nazwany Instytut Nauk Matematycznych przy Uniwersytecie Nowojorskim.
Kuzynką Couranta ze strony ojca była Edyta Stein.

## Matematyczny punkt widzenia
Komentując rezultaty przeprowadzonej analizy wyników swoich badań laboratoryjnych (chodziło o doświadczalne tworzenie błon mydlanych), Courant stwierdził, że istnienie fizycznego wyniku nie umniejsza konieczności przeprowadzenia dowodu matematycznego. Poniższy cytat ujmuje matematyczny punkt widzenia Couranta w powyższej kwestii:

Empiryczny materiał dowodowy nie może ustanowić istnienia matematycznego, a potrzeba wykazania tegoż istnienia, postulowana przez matematyka, nie może być zignorowana przez fizyka jako bezużyteczna ścisłość. Tylko matematyczny dowód istnienia gwarantuje, że matematyczny opis zjawiska fizycznego ma sens.

Courant jest współautorem (wspólnie z Herbertem Robbinsem) książki popularyzującej matematykę, pod tytułem What is Mathematics? (1941, wydanie II, 1996), tłumaczonej między innymi na język polski.